# Georges Courtès (astronome)
Pour les articles homonymes, voir Georges Courtès.

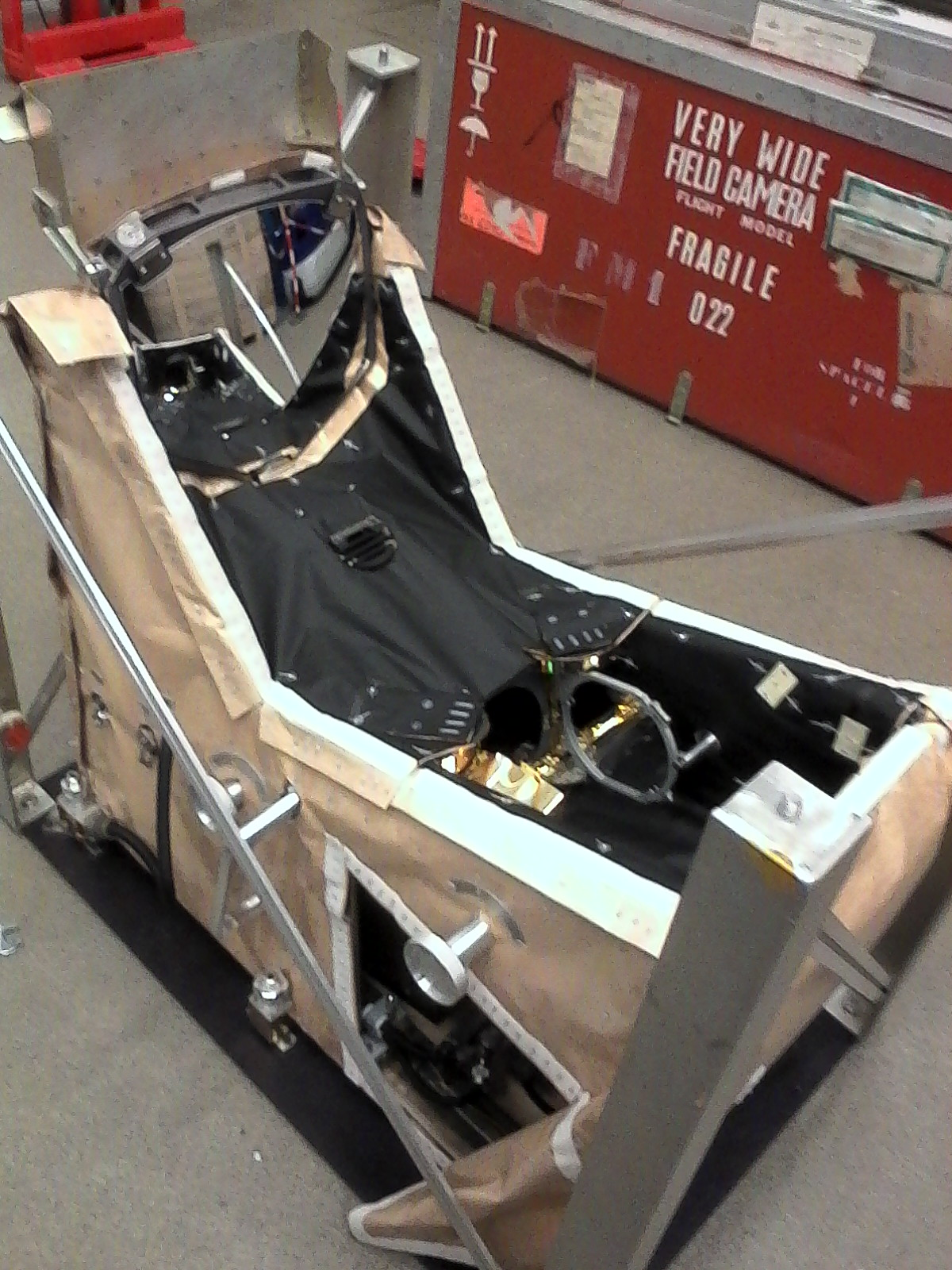
Very Wide Field Camera

Georges Courtès, né le 24 avril 1925 à Toul (Meurthe-et-Moselle) et mort le 31 octobre 2019 à Plan d'Aups,, est un astronome français, membre de l’Académie des sciences . Il fut l’un des pionniers de l’astronomie spatiale française et le créateur du Laboratoire d’Astronomie Spatiale (LAS) à Marseille en 1965. 

## Biographie
Georges Courtès découvre l’astronomie à l’adolescence, dans les livres de Lucien Rudaux Manuel Pratique d’Astronomie et Sur les autres Mondes. Il fait toutes ses études à Montpellier où il suit, à l’université, les cours d’astronomie et de mécanique céleste du mathématicien Pierre Humbert. En 1946, toujours à Montpellier, il est nommé moniteur de travaux pratiques en propédeutique d’études physiques, chimiques et biologiques.
En 1947, il est recruté comme stagiaire par le Centre National de la Recherche Scientifique (CNRS) et affecté à l’Observatoire de Haute Provence dont la construction avait été interrompue par la guerre. Il y travaille de 1947 à 1949 et livre ce témoignage des trois années passées dans cet observatoire : « Grâce aux observations très variées que je fis sous la direction de Charles Fehrenbach, j’appris toutes les méthodes de travail d’un grand observatoire. Je vécus avec les phénomènes d’actualité, comme les comètes et les novae qui provoquaient enthousiasme et ingéniosité d’observation. Ces trois années me familiarisèrent avec tous les objets de l’astronomie et, de plus, grâce à Jean Dufay, Daniel Chalonge et Jacques Blamont, j’appris suffisamment sur l’émission de la haute atmosphère pour savoir m’en méfier dans l’observation des astres faibles et étendus qui commençaient à m’intéresser. Je découvris même, avec le premier spectrographe nébulaire que j’avais construit, la raie à 5199 Angströms de l’azote, mais revins tout de suite à l’astronomie. »
À partir de 1949, il partage son temps entre l’Observatoire de Marseille, où il est affecté comme astronome, et l’Observatoire de Haute Provence où il va régulièrement observer. Il imagine alors ses premiers instruments d’observation à grand champ et grande luminosité.
En novembre 1955, il part en mission en Afrique du sud avec l’astronome belge Jean Dommanget, tous deux envoyés par l’Observatoire européen austral (European Southern Observatory, ESO) qui projette d’installer un grand observatoire astronomique dans l’hémisphère sud. Durant cinq mois ils prospectent différents sites et concluent que le site de Zeekoegat, à 200 km au NE de Pretoria, est le plus favorable pour les observations. L’ESO y installera une station d’observation qui fonctionnera de 1961 à 1966 avant de décider finalement d’installer son grand observatoire au Chili.
En 1958, il soutient sa thèse de doctorat ès sciences physiques intitulée «Méthodes d'observation et étude de l'hydrogène interstellaire en émission ».
De 1961 à 1969 il est membre de la commission des instruments de l’ESO et en devient le président.
En 1963, il crée le Service d’Astronomie Spatiale de l’Observatoire de Marseille (SASOM) qui a comme objectif d’effectuer des observations, depuis l’espace, de l’environnement terrestre et des étoiles. C’est la préfiguration du Laboratoire d’Astronomie Spatiale (LAS) créé en 1965 par le Centre National de la Recherche Scientifique (CNRS) à Marseille, Georges Courtès en est le premier directeur et il le dirigera jusqu’en 1984. Le LAS a fusionné en 2000 avec l’Observatoire de Marseille pour devenir le Laboratoire d’Astrophysique de Marseille (LAM) qui a pour tutelles le CNRS-INSU, Aix-Marseille Université et le CNES.
Georges Courtès a été élu à l’Académie des sciences  le 8 mars 1982, dans la section Sciences de l’Univers.  

## Œuvre scientifique
Georges Courtès créa et développa de nombreux instruments pour l'astronomie au sol et fut pionnier dans la conception et la réalisation d'instruments spatiaux. Ses instruments furent destinés à l'étude et la détection d'objets étendus en imagerie et en spectroscopie,,.
Georges Courtès a conçu de nouveaux concepts en optique instrumentale, comme le montage BPM (Bande Passante Multiple) qui permet d’observer le même objet simultanément à plusieurs longueurs d’onde. Ce système a connu de nombreuses applications en astronomie, au sol et dans l’espace. Il a également su tirer tout le parti de l’interféromètre de Fabry-Perot, une invention marseillaise plus que centenaire qui est utilisée en physique et en astrophysique un peu partout dans le monde, en permettant de mesurer des longueurs d’onde avec une précision inégalée, en particulier pour étudier les mouvements de rotation des galaxies grâce à l’effet Doppler.
Georges Courtès a grandement contribué aux débuts de l’astronomie spatiale française, avec les lancements de fusées Véronique de la base d’Hammaguir, dans le Sahara algérien, à la fin des années soixante. L’instrument de prise de vue était placé dans la pointe de la fusée qui s’élevait jusqu’à une centaine de kilomètres d’altitude, où le film photographique était exposé, avant de redescendre en parachute. Une telle altitude, aux limites de l’espace, permettait de faire des observations dans le proche ultraviolet. Par la suite, Georges Courtès a permis au LAS de participer à des missions spatiales embarquées sur des satellites ou des stations orbitales, en collaboration avec les soviétiques aussi bien qu’avec les américains, démontrant de belle manière que la science ne connait pas de frontières.
Parmi les plus belles réussites du LAS que l’on doit à Georges Courtès, on peut citer S183 et la VWFC (Very Wide Field Camera). Le spectrophotomètre S183 est la seule expérience non américaine qui a volé à bord de la station orbitale américaine Skylab, en 1973 et 1974. Cet instrument a notamment permis d’obtenir un des premiers clichés en ultraviolet du Grand Nuage de Magellan, montrant la répartition des étoiles massives, jeunes et chaudes, dans cette galaxie satellite de la nôtre. Quant à la VWFC, il s’agit d’un instrument d’observation astronomique qui permettait d’observer le ciel dans le domaine ultraviolet avec un très grand champ, grâce à un miroir hyperbolique convexe. Il a volé à deux reprises à bord de la navette spatiale américaine : dans le laboratoire européen Spacelab 1 à bord de la navette Columbia en novembre 1983, puis dans Spacelab 3 à bord de la navette Challenger en avril 1985. Unique par sa conception et sa réalisation, cet instrument a fourni des résultats scientifiques de premier plan. Ses clichés ont notamment permis de détecter pour la première fois des étoiles chaudes, riches en émission ultraviolette, entre le Petit Nuage de Magellan et le Grand Nuage de Magellan, galaxies satellites de la nôtre observables dans l’hémisphère Sud. Des observations complémentaires, effectuées grâce à un télescope au sol, ont confirmé l’existence d’un pont de matière, essentiellement composé d’hydrogène, entre les deux Nuages de Magellan.

## Distinctions et récompenses
- 1981 : prix Jules-Janssen de la Société astronomique de France.
- 1994 : officier de la Légion d'honneur[8]